# Phyllotreta armoraciae
Phyllotreta armoraciae là một loài bọ cánh cứng trong họ Chrysomelidae. Loài này được Koch miêu tả khoa học năm 1803.